# شهرستان نانپی
شهرستان نانپی (به لاتین: Nanpi County) یک منطقهٔ مسکونی در چین است که در کانگجو واقع شده‌است. شهرستان نانپی ۸۳۶ کیلومتر مربع مساحت و ۳۵۰٬۰۰۰ نفر جمعیت دارد و ۱۱ متر بالاتر از سطح دریا واقع شده‌است.